# Aytaç Sulu
Aytaç Sulu (Heidelberg, 11 dicembre 1985) è un ex calciatore tedesco, di ruolo difensore.

## Caratteristiche tecniche
È un difensore centrale.